# Стожер (Болгария)
Стожер (болг. Стожер) — село в Болгарии. Находится в Добричской области, входит в общину Добричка. Население составляет 1 572 человека.

## Политическая ситуация
В местном кметстве Соколник, в состав которого входит Стожер, должность кмета (старосты) исполняет Венцислав Иванов Недков (Болгарская социалистическая партия (БСП)) по результатам выборов правления кметства.
Кмет (мэр) общины Добричка — Петко Йорданов Петков (Болгарская социалистическая партия (БСП)) по результатам выборов в правление общины.